# نود ميكر
نود ميكر (بالإنجليزية: Nude Maker)، هي شركة يابانية، تقوم بإنتاج وتطوير ألعاب فيديو، تأسست سنة 2002، وتقع مقرها في العاصمة اليابانية طوكيو، أنتجت عدة ألعاب، ومنها لعبة نايت كراي.